# Романо Фенаті
Романо Фенаті (італ. Romano Fenati; 15 січня 1996, Асколі-Пічено, Італія) — італійський мотогонщик, учасник чемпіонату світу з шосейно-кільцевих мотогонок у серії MotoGP. У сезоні 2016 виступав у класі Moto3 за команду «Sky Racing Team VR46» під номером 5.

## Кар'єра
Романо Фенаті почав свою гоночну кар'єру у віці семи років з виступів у італійському чемпіонаті Minibike. У 2010 році він дебютував в чемпіонаті Італії з шосейно-кільцевих мотоперегонів у класі 125сс, де посів 13-те місце в загальному заліку. У наступному сезоні Романо домігся перших великих успіхів: посів перше місце в Європейському чемпіонаті в класі 125сс у Альбасете та посів друге місце в загальному заліку національного чемпіонату.

### MotoGP
У сезоні 2012 Фенаті дебютував у чемпіонаті світу серії MotoGP в класі Moto3 з командою «Team Italia FMI». Він отримав у своє розпорядження мотоцикл FTR-Honda і в дебютній гонці у Катарі відразу потрапив на подіум, посівши друге місце. У наступній гонці у Іспанії Романо здобув перемогу, ставши першим новачком, який виграв вже у другій гонці в кар'єрі. Здобувши до кінця сезону ще два подіуми (друге місце на Гран-Прі Італії та третє у Сан Марино), італієць зайняв шосте місце в загальному заліку.
Сезон 2013 року Романо провів у команді «San Carlo Team Italia», виступаючи на FTR-Honda. На жаль, мотоцикл виявився неконкурентоспроможним у порівнянні з KTM. Найкращим результатом Фенаті стало 5-те місце на Гран-Прі Японії; в підсумку — лише 10-е місце у загальному заліку.

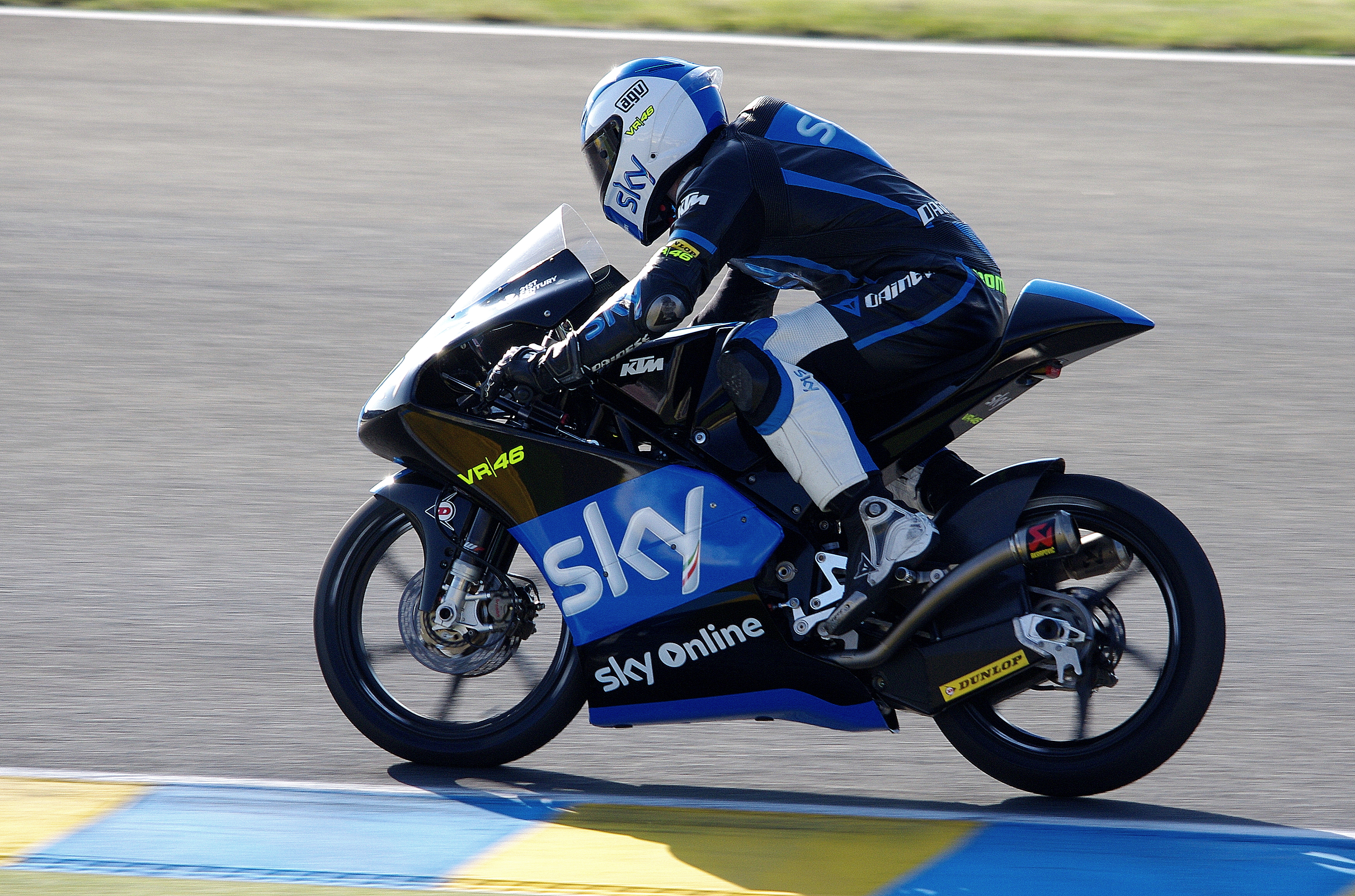
Романо під час Гран-Прі Франції 2014

На сезон 2014 Романо підписав контракт із командою Валентіно Россі «Sky Racing Team VR46». Він отримав у своє розпорядження найкращий мотоцикл класу KTM RC250GP і це подарувало йому надію на високі результати. У другій гонці у Техасі Романо став другим, а у третій, на дебютному Гран-Прі Аргентини, здобув перемогу. У наступній гонці, у Іспанії, Фенаті повторив свій успіх. У Франції італієць фінішував без очок, а у шостій гонці сезону, в Італії він здобув свою третю перемогу. Успішний початок чемпіонату дозволив Фенаті перебувати на 2-му місці в загальному заліку та вести боротьбу за лідерство з австралійцем Джеком Міллером. На жаль, в наступних гонках він лише 3 рази фінішував у найкращій десятці (з 12 гонок), здобувши в тому числі одну перемогу у Арагоні. Загалом Фенаті набрав 176 очок та завершив сезон на 5-му місці.
У сезоні 2015 співпраця Романо з командою «Sky Racing Team VR46» продовжилась. Перед початком сезону, у листопаді 2014 року, Романо під час тренувань із Супермото зламав ключицю, що негативно вплинуло на підготовку до змагань. Сам же чемпіонат склався аналогічно до попереднього — з однією перемогою (у Франції) та трьома подіумами він фінішував у загальному заліку четвертим.
У сезоні 2016 співпраця Фенаті з командою продовжилась. Він знову розглядався як один із головних претендентів на перемогу в чемпіонаті, проте і цей сезон склався невдало. У перших дев'яти гонках він здобув одну перемогу (Гран-Прі Америк) та ще один раз фінішував на подіумі (2-ге місце на Гран-Прі Франції), що дозволило займати 3-тє місце у чемпіонаті. Проте під час десятого Гран-Прі сезону, яке відбувалось в Австрії, виник конфлікт Романо з керівництвом команди: під час кваліфікації він посів лише 11-те місце, тоді як його колега по команді Ніколо Булега став 7-м. Це обурило Фенаті, і він звинуватив у своєму низькому результаті команду. Реакція з боку керівництва послідувала миттєво: Романо був знятий з гонки, а після етапу було повідомлено, що шляхи гонщика та команди розійшлись, і на його місце був найнятий інший італієць Лоренцо Далла Порта.

## Статистика виступів у MotoGP

### У розрізі сезонів
| Сезон | Клас  | Команда               | Мотоцикл    | Гонки | Пер | Под | ПП | НК | Очки | Місце |
| ----- | ----- | --------------------- | ----------- | ----- | --- | --- | -- | -- | ---- | ----- |
| 2012  | Moto3 | Team Italia FMI       | FTR-Honda   | 17    | 1   | 4   | 0  | 2  | 136  | 6     |
| 2013  | Moto3 | San Carlo Team Italia | FTR-Honda   | 17    | 0   | 0   | 0  | 0  | 73   | 10    |
| 2014  | Moto3 | SKY Racing Team VR46  | KTM RC250GP | 18    | 4   | 6   | 0  | 3  | 176  | 5     |
| 2015  | Moto3 | SKY Racing Team VR46  | KTM RC250GP | 18    | 1   | 3   | 1  | 1  | 176  | 4     |
| 2016* | Moto3 | SKY Racing Team VR46  | KTM RC250GP | 10    | 1   | 2   | 2  | 2  | 93   | 3*    |

Примітка:* — сезон триває, дані наведено станом на після закінчення 10 Гран-Прі з 18.

## Цікаві факти
- Романо Фенаті разом з Ісааком Віньялесом та Алексом Рінсом є авторами цікавого рекорду: на фініші Гран-Прі Італії 2014 їх розділило лише 0,010 с[4].